# Cayo Hachuela
Cayo Hachuela es una isla del océano Atlántico que pertenece a Cuba, y se ubica en las inmediaciones de la bahía de Sagua la Grande, siendo administrativamente una parte de la provincia de Villa Clara. en las coordenadas geográficas  22°57′23″N 79°57′21″O / 22.95639, -79.95583, al sur de Cayo Maravillas, al norte de la Boca de Canete, al oeste de la Boca del Serón, y al este de Cayo Palomo y Cayo Levisal, 247 kilómetros al este de la capital, la ciudad de La Habana.